# Локалізація програмного продукту
Локаліза́ція програ́много проду́кту — приведення програмного продукту у відповідність із законами та іншими нормативно-правовими актами, стандартами, нормами і правилами, що діють в країні для якої проводиться локалізація.
Локалізація (англ. localization) — переклад і адаптація елементів інтерфейсу, допоміжних
файлів та документації. У англійській мові для слова «localization» іноді застосовують скорочення l10n або L10N, де число 10 означає кількість пропущених між «l» та «n» літер.
Завдання локалізації не вичерпується тільки перекладом, більш того, переклад як такий зазвичай займає скромне місце в процесі локалізації програмного забезпечення. Типовими завданнями адаптації є використання національних символів валюти, застосування прийнятих форматів представлення дати і часу, а також правил алфавітного сортування текстів. Для програмного забезпечення з графічним користувацьким інтерфейсом локалізація також має на увазі коректне вирівнювання і розміщення елементів інтерфейсу з урахуванням того, що повідомлення-рядки можуть мати істотно різні розміри у різних
мовах (наприклад, типове повідомлення англійською, бувши перекладено на німецьку мову, як правило, стає довшим на 30—50%), а також з урахуванням правил написання тексту (наприклад, зліва направо для
більшості західних мов, справа наліво для арабської
та івриту, зверху вниз для японської).
Таким чином дизайн та розробка програмного забезпечення повинні враховувати міркування локалізації найсерйознішим чином.
Деякі інструменти для візуального програмування надають можливості та інструменти для полегшення локалізації. Наприклад, у GTK+ найчастіше немає необхідності спеціально піклуватися про різну довжину рядків в різних мовах, оскільки віджети автоматично запрошують необхідний для себе розмір.
Проте здебільшого ці можливості значно обмежені, що сильно відбивається на підсумковій вартості локалізації. У цих інструментах немає засобів для роботи з перекладачем, немає автоматизованих перевірок перекладу, та й контролювати переклад програмного забезпечення середнього розміру стає неможливо. Тому приступаючи до локалізації варто задуматися про спеціалізовані засоби, заточені саме на завдання перекладу програмного забезпечення.
При локалізації програмного забезпечення часто використовуються спеціалізовані інструменти, наприклад, Passolo, що дозволяють перекладати меню та повідомлення в самих програмних ресурсах та безпосередньо в компільованих програмах, а також тестувати коректність локалізації. При перекладі аудіо- та відеоматеріалів (головним чином, фільмів) також використовуються спеціалізовані засоби, наприклад, Swift, котрі поєднують у собі деякі аспекти пам'яті перекладів, але додатково забезпечують можливість появи субтитрів залежно від часу, їх форматування на екрані, відповідність відеостандартам та інше.

## Мовні теги та коди
Мовні теги можуть використовуватися для позначення регіональних особливостей тієї чи іншої мови. Є основний тег для ідентифікації мови (наприклад, «en» для англійської), а також факультативний додатковий тег для уточнення регіону використання (наприклад, «GB» — Great Britain, Велика Британія). Між субтегами зазвичай ставиться дефіс, у окремих випадках — риска знизу.
Приклади мовних тегів:
- Англійська мова: en-GB (Британська англійська), en-US (Американська англійська), en-CA (Канадська англійська).
- Іспанська мова: es-ES (Кастильський іспанський, письмова та розмовна мова Іспанії), es-MX (Мексиканська іспанська), es-AR (Аргентинська іспанська), es-CO (Колумбійська іспанська).
- Португальська мова: pt-PT (Європейська португальська, письмова та розмовна мова Португалії), pt-BR (Бразильська португальська).
- Китайська мова: zh-CN (Материковий Китай, спрощенні ієрогліфи), zh-TW (Тайвань, традиційні ієрогліфи), zh-HK (Гонконг, традиційні ієрогліфи).

Мовні коди визначаються стандартом ISO 639-2 у вигляді трилітерного терміна для ідентифікації кожної мови, наприклад, «eng» для англійської мови або «tvl» для мови Тувалу. Проте ці коди не можуть використовуватися як теги, якщо відповідна мова має дволітерний код відповідно до стандарту ISO 639-1.